# Phil Woods
Phil Woods, właśc. Philip Wells Woods (ur. 2 listopada 1931 w Springfield, zm. 29 września 2015 w East Stroudsburg) – amerykański saksofonista jazzowy.

## Życiorys
Phil Woods urodził się 2 listopada 1931. Rozpoczął naukę gry na saksofonie w wieku 12 lat. Studiował przez cztery lata muzykę klasyczną w Juilliard School.

## Kariera muzyczna
Jako dwudziestolatek występował w zespole u boku Kenny'ego Dorhama, George'a Wallingtona i Charliego Barneta. W 1968 wyjechał do Francji, gdzie odniósł sukces koncertując z założonym przez siebie zespołem, któremu nadał nazwę The European Rhythm Machine. Zdobył cztery nagrody Grammy, pierwszą w 1975 za album Images wraz z Michelem Legrandem, a ostatnią w 1983 za album At The Vanguard. W 2007 został wybrany do National Endowment for the Arts i otrzymał nagrodę Living Jazz Legend Award od Kennedy Center.

## Śmierć
Zmarł 29 września 2015 roku na skutek powikłań związanych z rozedmą płuc.

## Wybrana dyskografia
- 1947: Bird's Eyes
- 1955: Wood Lore
- 1956: The Young Bloods
- 1957: Four Altos
- 1957: Bird Calls
- 1959: Early Quintets
- 1961: Rights of Swing
- 1967: Greek Cooking
- 1968: Alive and Well in Paris
- 1976: Live from the Showboat
- 1986: Gratitude
- 1991: All Bird's Children[2]
- 2011: Man With the Hat[1]